# کفشک‌های دریای ژاپن
کفشک‌های دریای ژاپن (نام علمی: Cleisthenes) نام یک سرده از تیره کفشک‌ماهیان راست‌روی است.

## گونه‌ها
دو گونه در این سرده قرار دارد:
- کفشک دریای ژاپن (P. J. Schmidt, 1904)
- کفشک کره‌ای D. S. Jordan & Starks, 1904